# Takpamba
Takpamba est une petite ville du Togo située à environ 96 km de Dapaong.